# Biuletyn Informacyjny
Biuletyn Informacyjny – tygodnik konspiracyjny wydawany podczas okupacji niemieckiej w latach 1939–1944 w Warszawie (w czasie powstania warszawskiego jako dziennik) i w latach 1944–1945 w Krakowie.

## Historia
Pismo wydawane było pod redakcją Aleksandra Kamińskiego od 5 listopada 1939 do 3 października 1944 w Warszawie, zaś po upadku powstania warszawskiego ukazywało się pod redakcją Kazimierza Feliksa Kumanieckiego w Krakowie od 10 grudnia 1944 do 19 stycznia 1945. Nakład pierwszego numeru wynosił 90 egzemplarzy.
Funkcjonowało początkowo jako pismo dowództwa Okręgu Warszawa-Miasto Służby Zwycięstwu Polsce, następnie jako organ centralny Związku Walki Zbrojnej i następnie organ prasowy Armii Krajowej, a od wiosny 1941 jako centralny organ prasowy VI Oddziału Biura Informacji i Propagandy Komendy Głównej Armii Krajowej. Było najważniejszym i wydawanym w największym nakładzie pismem konspiracyjnym w okupowanej Polsce.
W kwietniu 1942 nakład czasopisma wynosił 19 tys. egzemplarzy, w marcu 1943 − 25 tys. egzemplarzy, a jesienią 1943 wzrósł do 50 tys. egzemplarzy. Od 1941 wychodziły także wydania regionalne. W czasie powstania warszawskiego ukazywało się jako dziennik. Łącznie ukazało się 317 numerów „Biuletynu Informacyjnego”.
Kamiński rozpoczął wydawanie „Biuletynu” krótko po wprowadzeniu się do mieszkania Zofii Kossak na Powiślu końcem października 1940. Powierzył Kossak, która współpracowała już z pismem „Polska Żyje”, prowadzenie działu literackiego. Wiosną 1940 po utworzeniu Biura Informacji i Propagandy KG ZWZ Kamiński przeniósł się na Żoliborz.

## Redaktorzy naczelni
- 1939–1944: Aleksander Kamiński ps. „Kaźmierczak”, a od listopada 1942 „Hubert”, a także „Fabrykant”, „Kamyk”. Aleksander Kamiński był autorem większości artykułów wstępnych.
  - Stanisław Berezowski, Kazimierz Wagner, Maria Straszewska, Ryszard Zarzycki, Czesław Michalski; współpracownicy: Wiktoria Goryńska, Włodzimierz Antoniewicz, Ewa Rybicka, Jerzy Grasberg, a także Kazimierz Gorzkowski, Tadeusz Kwaśniewski, Janusz Wierusz-Kowalski[4], Zofia Kossak (do wiosny 1940)[5]
- 1944–1945: Kazimierz Feliks Kumaniecki w Krakowie
  - sekretarz redakcji Władysław Bartoszewski, Ewa Dreżepolska; współpracownicy Bolesław Srocki, Marian Ruth Buczkowski[6]